# Evraz
Evraz plc (Евраз) er et britisk-russisk multinational mine- og stålkoncern. Deres hovedkvarter er i London mens de primære aktiver er Rusland, USA, Canada og Kasakhstan. I 2015 var de primære ejere af Evraz de russiske oligarker Roman Abramovich (31,03 %), Alexander Abramov (21,59 %) og Aleksandr Frolov (10,78 %) igennem selskabet Lanebrook Ltd. 36,6 % var ejet af øvrige aktionærer.
Virksomheden blev etableret som en mindre metalhandelsvirksomhed i 1992.